# Абелєв Елья Хононович
Абе́лєв Елья́ Хоно́нович (3 січня 1919, місто Бобруйськ — 10 жовтня 1985, місто Уфа) — башкирський спортсмен гімнаст, Заслужений тренер Росії (1968), суддя республіканської категорії зі спортивної гімнастики.
Елья Хононович народився 3 січня 1919 року у місті Бобруйськ Могильовської області. У період 1938—1941 років був тренером та викладачем гімнастики Бобруйського міського комітету зі справ фізичної культури й спорту. У 1945—1979 роках був тренером та старшим тренером Башкирської ради спортивного товариства «Динамо». Заснував в Уфі школу спортивної гімнастики «Динамо».
Його вихованцями стали 36 майстрів спорту, у тому числі чемпіон РРФСР Е. Мамбетов, М. Баранова, підготував срібну призерку 4-ї літньої Спартакіади РРФСР Л. Корольову. Очолював багато років збірну та Федерацію спортивної гімнастики Башкирської АРСР.